# Ruben Um Nyobé
Ruben Um Nyobé (1913 – 13 de septiembre de 1958) fue un dirigente anticolonialista camerunés, asesinado por el ejército francés el 13 de septiembre de 1958, cerca de su pueblo natal de Boumnyebel, en el departamento de Nyong-et-Kellé en la maquia Bassa. Creó el 10 de abril de 1948 la Unión de los Pueblos del Camerún (UPC), el cual uso la lucha armada para obtener la independencia del mandato colonial francés. Hasta la década de 1990, cualquier mención de Rubén Um Nyobè estaba prohibida.

## Infancia
Después de su muerte,fue reemplazado por Félix-Roland Moumié, quién fue asesinado por el SDECE (agencia de inteligencia francesa) en Ginebra en 1960.
Ruben Um Nyobè nació en 1913 en Eog Makon, no lejos de Boumnyébel, una ciudad de Camerún situada en el distrito de Eséka, a unos 70 km de Yaundé. Camerún todavía estaba bajo ocupación alemana, pero después de la Primera Guerra Mundial estaba dividido entre Francia y el Reino Unido.
Um Nyobè se educa en escuelas presbiterianas en la parte del país ocupada por Francia. Forma parte de la minoría de los indígenas que tienen acceso a esta escolarización. Más tarde fue promovido a funcionario, primero en el campo de las finanzas y luego en la administración judicial.
Políglota, habla francés, bassa, bulu y douala.

## Vida política
Se convirtió en funcionario y se interesó por la política a una edad temprana. A finales de los años 30, se involucró en la Jeunesse camerounaise française (JeuCaFra), una organización creada por la administración francesa para contrarrestar la propaganda nazi, antes de participar, al final de la Segunda Guerra Mundial, en el Círculo de estudios marxistas -lanzado en Yaundé por el maestro y sindicalista francés Gaston Donnat- que se convertiría en un verdadero caldo de cultivo para el nacionalismo camerunés. La asociación se propone luchar en el mismo impulso contra "el nazismo, el racismo y el colonialismo". Para él es un punto de inflexión: "Es la primera vez que me siento a la mesa de un hombre blanco: lo considero un gran acontecimiento en Camerún. No lo olvidaré."
En septiembre de 1945, los colonos abrieron fuego en Duala en una manifestación de huelguistas que lo convirtió en un motín. Los enfrentamientos se extendieron e incluso se utilizó un avión para disparar a los alborotadores. Oficialmente, según las autoridades coloniales, el número de muertos era de 8 (y 20 heridos), pero según el historiador Richard Joseph, este número era mucho menor que la realidad y el número de muertos era de docenas. La subsiguiente represión contra la USCC y sus líderes llevó a una nueva generación de activistas a asumir el liderazgo. Ruben Um Nyobè se convirtió en secretario general del sindicato en 1947.
El segundo gran acontecimiento es la creación de la Agrupación Democrática Africana. Um Nyobè estuvo presente en Bamako (Malí)en septiembre de 1946 en el primer congreso del partido como representante de la USCC. De vuelta en Camerún, trabajó para crear un partido camerunés siguiendo esta dinámica, que condujo a la fundación de la Unión de las Poblaciones de Camerún (UPC) por los sindicalistas de la USCC en la noche del 10 de abril de 1948 en un café-bar de Douala. Si no estaba presente en el momento de la fundación, fue impulsado a la cabeza en noviembre de 1948.

## Compromiso con la UPC
El partido creó entonces una rama femenina en 1952, la Unión Democrática de Mujeres Camerunesas, en particular para combatir la discriminación específica de las mujeres, y luego una organización juvenil en 1954, la Jeunesse démocratique du Cameroun. En particular, insiste en "los esfuerzos para elevar el nivel ideológico de los militantes y líderes", y se crean las escuelas del partido. A nivel organizativo, defiende el fortalecimiento de los "comités de base" para construir un partido que actúe desde abajo y prefiere hablar de "movimiento" antes que de "partido" por esta razón.
A pesar de sus limitados recursos financieros, la UPC puede editar tres periódicos (La Voix du Cameroun, l'Étoile y Lumière) gracias a la movilización de sus activistas y hace campaña en torno a tres temas principales: la independencia nacional, la reunificación de la antigua Kamerun alemana y la justicia social. Um Nyobè recorre el territorio para dar conferencias por todas partes. Según el historiador Louis Ngongo, "la experiencia sindical de Ruben Um Nyobè le da una ventaja innegable sobre otros líderes políticos. A riesgo de volar hacia las teorías humeantes de la libertad, la independencia...., el Secretario General de la UPC transmite sus ideas asumiendo las preocupaciones de los trabajadores de las ciudades y de los agricultores: el precio del cacao, en comparación con el precio de la sal y de los pequeños productos importados de Europa, el aumento del desempleo, la inadecuación de los hospitales y de las escuelas". La administración colonial busca denigrarlo presentándolo como un agente del comunismo internacional, después de haber sido entrenado "más allá de la Cortina de Hierro, en Moscú, Varsovia, Praga". Estas mentiras también serán recogidas por algunos títulos de prensa en Francia, incluso después de su muerte.
Um Nyobè se opone al tribalismo y a su instrumentalización por el colonialismo como factor de división: "Esta situación nos obliga a romper con el tribalismo anticuado y el regionalismo retrógrado que, ahora y en el futuro, representan un peligro real para el desarrollo de esta nación camerunesa". Este enfoque también le lleva a oponerse a los fundamentalismos religiosos, así como a denunciar el racismo antiblanco. Se opone a la lucha armada y a la violencia y alienta a sus partidarios a llevar a cabo únicamente acciones pacíficas, como boicots, huelgas y manifestaciones. Hasta 1955, señal de su indiscutible dominio sobre la UPC, ningún colono fue asesinado, ni siquiera durante un desbordamiento. En 1953, las reuniones de la UPC terminaron de nuevo con el himno camerunés y La Marsellesa, mientras que Um Nyobé repitió que no confundía "al pueblo de Francia con los colonialistas franceses".

## Pasar a la clandestinidad
Um Nyobè se opuso inicialmente a la violencia. En 1952, afirmó que "la lucha armada fue llevada a cabo de una vez por todas por los cameruneses que contribuyeron en gran medida a la derrota del fascismo alemán. Las libertades fundamentales cuya aplicación e independencia reivindicamos y hacia las que debemos marchar resueltamente ya no son conquistas de la lucha armada. Precisamente para evitar esa posibilidad, la Carta de las Naciones Unidas pedía el derecho de los pueblos a la libre determinación. No obstante, reconoce el derecho de los pueblos a la lucha armada en otras partes del planeta, cuando las circunstancias lo requieran. Así pues, saluda las "luchas heroicas" dirigidas por los vietnamitas del Việt Minh y los argelinos del FLN.
El 13 de junio de 1955, la UPC fue prohibida por el gobierno francés. Rubén Um Nyobè fue asesinado a tiros por el ejército francés el 13 de septiembre de 1958 en el bosque donde se escondía.